# 袁仕
袁仕（1465年—？），字良輔，湖廣襄陽府棗陽縣人，軍籍，明朝政治人物。

## 生平
弘治二年（1489年）己酉科湖廣鄉試第十八名舉人，六年（1493年）中式癸丑科會試第一百四十九名，三甲第一百七十名進士。授知縣，十四年（1501年）四月升河南道監察御史，正德三年（1508年）巡按廣東，後因言事左遷。

## 家族
曾祖袁真；祖父袁顒，贈同知；父袁盛，黎平府知府。母馮氏（封宜人）。具慶下。弟袁傅、袁偉。